# 维多利亚岛
维多利亚岛（位于大约71°0′N 110°0′W / 71.000°N 110.000°W）是处于加拿大西北地区与努那福特交界的岛屿之一，面积达217,291平方公里（约83,901平方英里），比大不列颠岛略大，是全球第八大岛屿，也是加拿大第二大岛屿，面积几乎是纽芬兰岛的两倍。西北地区与努那福特的区界正好穿越维多利亚岛，岛西北端的1/3属于西北地区的因纽维克专区，而剩下的归属于努那福特的基蒂克美奥特地区。

## 历史
苏格兰探险家约翰·理查德森是第一个发现该岛的欧洲人，他在1826年发现该岛。加拿大皮货商彼得·沃伦·迪斯和北极探险家托马斯·辛普森分别在1838年和1839年对维多利亚岛的东南海岸作了勘察，1851年探险家约翰·雷绘制了该岛整个南部海岸的地图。该岛西北和西部海岸的地图是由罗伯特·麦克卢尔分别在1850年和1851年的两次探险考察中所绘制的，罗尔德·亚孟森探险队中的成员Godfred Hansen在1905年绘制出了维多利亚岛东海岸远至南森角的地图，Vilhjalmur Stefansson领导的加拿大北极科考队中的成员Storker T. Storkerson在1916年1917年绘制出了东北海岸的地图并发现了Storkerson半岛。

## 位置和说明
岛的北端有梅尔维尔子爵海峡map1，而麦克林托克海峡map2和维多利亚海峡map3就在岛的东方；南方从西至东依次是Dolphin和Union海峡map7、奥斯汀湾map8、Coronation湾map9和迪斯海峡map10，两个地区的分界线越过这个海峡后到达美洲大陆然后继续往南延伸；西方则有阿蒙森湾map4和被长长的威尔士亲王海峡map6所隔开的班克斯岛map5。
维多利亚岛的海岸线迂回曲折，造成岛周围有很多港湾，而岛上也有很多半岛。在岛的东端，有一个指向北的半岛，称为Storkerson半岛。半岛再往北就是Goldsmith海峡，隔开维多利亚岛与邻近的斯特凡松岛。Storkerson半岛向西则是岛上主要的港湾哈德利湾，再往西便是岛的正北方。另一个比较宽的半岛在西北方，名为阿尔伯特亲王半岛，而它的尽头就是威尔士亲王海峡。在南方有一个向西延伸的半岛，叫Wollaston半岛，而该半岛与岛中心地带则被阿尔伯特亲王海峡所分隔。
维多利亚岛的最高点为655米，在位于正北方的Shaler Mountains当中。
2010年加拿大萨克齐万大学和加拿大地质调查所的地质学家在该岛上的阿尔伯特亲王半岛发现阿尔伯特亲王陨石坑（Prince Albert Impact Crater）。
岛上人口有1707人，其中1309人住在努那福特，其余398人在西北地区（2001年）。最大的聚居点是东南岸的剑桥湾，属努那福特。另一聚居点乌鲁哈克托克在岛的西岸，属西北地区。以前在西岸更北的地方有一个叫Fort Collinson的贸易站，不过多年前已经荒废。
该岛以英国维多利亚女王之名命名，她从1867年至1901年是加拿大的国家元首。至于在岛上任何有「阿尔伯特亲王」为名称的地名都是命名自王夫阿尔伯特亲王。

## 地图
| - ^map1 梅尔维尔子爵海峡 - 74°N 108°W / 74°N 108°W - ^map2 麦克林托克海峡 - 72°N 102°W / 72°N 102°W - ^map3 维多利亚海峡 - 69°N 101°W / 69°N 101°W - ^map4 阿蒙森湾 - 70°N 120°W / 70°N 120°W - ^map5 班克斯岛 - 73°N 121°W / 73°N 121°W - ^map6 威尔士亲王海峡 - 72°20′N 119°00′W / 72.333°N 119.000°W - ^map7 Dolphin和Union海峡 - 69°08′N 116°00′W / 69.133°N 116.000°W - ^map8 奥斯汀湾 - 68°31′N 113°06′W / 68.517°N 113.100°W - ^map9 Coronation湾 - 68°N 112°W / 68°N 112°W - ^map10 迪斯海峡 - 68°50′N 107°30′W / 68.833°N 107.500°W |